# Slow Loop
Slow Loop (Nhật: スローループ Hepburn: Surō Rūpu) là bộ manga đề tài câu cá được sáng tác bởi Uchino Maiko. Bộ truyện xuất bản lần đầu trong tạp chí manga Manga Time Kirara Forward kể từ tháng 8 năm 2018. Houbunsha biên soạn các chương manga thành từng tập tankōbon riêng lẻ và bắt đầu phát hành từ năm 2019. Một bản anime truyền hình chuyển thể từ truyện do CONNECT thực hiện được phát sóng từ tháng 1 đến tháng 3 năm 2022.

## Nhân vật
Minagi Hiyori (海凪 ひより) / Yamakawa Hiroyi (山川 ひより)
Lồng tiếng bởi: Kusumi Rin
Minagi Koharu (海凪 小春)
Lồng tiếng bởi: Hioka Natsumi
Yoshinaga Koi (吉永 恋)
Lồng tiếng bởi: Mineuchi Tomomi
Fukumoto Futaba (福元 二葉)
Lồng tiếng bởi: Murakami Natsumi
Ninomiya Aiko (二宮 藍子)
Lồng tiếng bởi: Inoue Honoka
Miyano Kaede (宮野 楓)
Lồng tiếng bởi: Hikasa Yoko
Yoshinaga Niji (吉永 虹)
Lồng tiếng bởi: Tōyama Nao
Yoshinaga Tora (吉永 虎)
Lồng tiếng bởi: Yasuno Kiyono 

## Truyền thông

### Manga
| # | Ngày phát hành Tiếng Nhật | ISBN Tiếng Nhật   |
| - | ------------------------- | ----------------- |
| 1 | 12 tháng 3, 2019          | 978-4-8322-7076-3 |
| 2 | 11 tháng 10, 2019         | 978-4-8322-7125-8 |
| 3 | 12 tháng 6, 2020          | 978-4-8322-7197-5 |
| 4 | 12 tháng 1, 2021          | 978-4-8322-7241-5 |
| 5 | 10 tháng 12, 2021         | 978-4-8322-7329-0 |
| 6 | 10 tháng 3, 2022          | 978-4-8322-7354-2 |
| 7 | 10 tháng 11, 2022         | 978-4-8322-7416-7 |
| 8 | 9 tháng 8, 2023           | 978-4-8322-7475-4 |
| 9 | 11 tháng 5, 2024          | 978-4-8322-9547-6 |

### Anime
Bản anime truyền hình chuyển thể từ truyện lần đầu được công bố vào tháng 12 năm 2020. Hãng phim CONNECT đảm nhận vẽ phần hoạt họa cho anime, Akitaya Noriaki giữ vai trò đạo diễn, Yamada Yuka biên soạn kịch bản, Takimoto Shoko thiết kế nhân vật đồng thời là trưởng chỉ đạo hoạt họa, Iga Takurō sáng tác nhạc nền. Anime được lên sóng truyền hình Nhật Bản từ ngày 7 tháng 1 năm 2022. Bài hát mở đầu anime có tên là "Yajirushi." được trình bày bởi Tōyama Nao và Yasuno Kiyono dưới tên 'Pokapoka Ion', còn bài hát kết thúc là "Shuwa Shuwa." biểu diễn bởi Kusumi Rin, Hioka Natsumi và Mineuchi Tomomi dưới tên 'Three ∞ Loop'. Funimation  công chiếu anime bên ngoài khu vực châu Á với phụ đề tiếng Anh.
| Số tập | Tựa đề                                                                              | Đạo diễn                                       | Biên kịch      | Ngày phát sóng gốc  |
| ------ | ----------------------------------------------------------------------------------- | ---------------------------------------------- | -------------- | ------------------- |
| 1      | "Đúng là một cô gái kì lạ" "Totemo kawatta onna no ko" (とても変わった女の子)       | Akitaya Noriaki                                | Yamada Yuka    | 7 tháng 1 năm 2022  |
| 2      | "Chỉ có thể làm nhau cười" "Egao ni naretara" (笑顔になれたら)                      | Morita Geisei                                  | Yamada Yuka    | 14 tháng 1 năm 2022 |
| 3      | "Cảm ơn" "Arigatō" (ありがとう)                                                     | Yokote Sōta Shibata Takumi                     | Ōchi Keiichirō | 21 tháng 1 năm 2022 |
| 4      | "Không cảm thấy xấu hổ sao ?" "Hazukashikunain desu ka?" (はずかしくないんですか？) | Yamamoto Ryūta Takenouchi Kazuhisa             | Yamada Yuka    | 28 tháng 1 năm 2022 |
| 5      | "Lại đi cùng nhau nhé" "Mata issho ni" (また一緒に)                                 | Horiuchi Yūya                                  | Yamada Yuka    | 4 tháng 2 năm 2022  |
| 6      | "Khó nhưng mà vui" ""Muzukashii" ga tanoshii" (「難しい」が楽しい)                  | Uchibori Masato Shibata Takumi                 | Ōchi Keiichirō | 11 tháng 2 năm 2022 |
| 7      | "Lễ cưới" "Kekkon-shiki" (結婚式)                                                   | Horiuchi Naoki Takenouchi Kazuhisa             | Yamada Yuka    | 18 tháng 2 năm 2022 |
| 8      | "Tớ thích ở đây" "Koko ga ii" (ここがいい)                                          | Tomita Yūsuke Royden B                         | Ōchi Keiichirō | 25 tháng 2 năm 2022 |
| 9      | "Con muốn đi cắm trại câu cá" "Tsuri kyanpu shitai!!" (釣りキャンプしたい！！)      | Taniguchi Kōsaku Takenouchi Kazuhisa           | Ōchi Keiichirō | 4 tháng 3 năm 2022  |
| 10     | "Em cũng sẽ cố gắng" "Watashi mo ganbarimasu ne" (私もがんばりますねっ)             | Morita Geisei Royden B                         | Ōchi Keiichirō | 11 tháng 3 năm 2022 |
| 11     | "Điều quan trọng" "Taisetsu na mono" (大切なもの)                                   | Kasai Yoshinobu Shibata Takumi                 | Yamada Yuka    | 18 tháng 3 năm 2022 |
| 12     | "Cả hai cùng chọn nào" "Futari de erabō" (大切なもの)                               | Tomita Yūsuke , Morita Geisei, Akitaya Noriaki | Yamada Yuka    | 25 tháng 3 năm 2022 |